# Kunihiko Kodaira
Kunihiko Kodaira (jap. 小平邦彦 Kodaira Kunihiko; ur. 16 marca 1915 w Tokio, zm. 26 lipca 1997 w Kōfu) – japoński matematyk.

## Życiorys
W 1938 ukończył studia matematyczne, a w 1941 – fizyczne na Uniwersytecie Tokijskim. Po studiach pracował na tej uczelni. W 1949 przyjął zaproszenie Hermanna Weyla do Institute for Advanced Study w Princeton, gdzie pracował do 1961. Potem pracował na Uniwersytecie Johnsa Hopkinsa oraz Uniwersytecie Stanforda. W 1967 wrócił do Tokio.
Zajmował się geometrią algebraiczną, między innymi przestrzeniami Hilberta i rozmaitością riemannowską.

## Wyróżnienia i nagrody
- Medal Fieldsa (1954)
- Nagroda Wolfa (1984/1985)